# Psychotria chrysoclada
Psychotria chrysoclada là một loài thực vật có hoa trong họ Thiến thảo. Loài này được K.Schum. miêu tả khoa học đầu tiên năm 1903.